# Melanoplus microtatus
Melanoplus microtatus är en insektsart som beskrevs av Morgan Hebard 1919. Melanoplus microtatus ingår i släktet Melanoplus och familjen gräshoppor. Inga underarter finns listade i Catalogue of Life.